# 포트워스 파이어
| 포트워스 파이어         |                                 |
| 콘퍼런스                | -                               |
| 디비전                  | 웨스턴 디비전 (1996년~1999년)   |
| 설립연도                | 1992년                          |
| 해체연도                | 1999년                          |
| 역사                    | 포트워스 파이어 (1992년~1999년) |
| 경기장                  | 포트워스 컨벤션 센터            |
| 연고지                  | 텍사스주 포트워스               |
| 상징색                  | 빨강, 검정, 하양                |
| 정규시즌 우승           | -                               |
| 콘퍼런스 우승           | 1 (1997)                        |
| 디비전 우승             | -                               |
| 레이 미론 프레지던트 컵 | 1 (1997)                        |
| 영구 결번               | -                               |

포트워스 파이어(Fort Worth Fire)는 미국 텍사스주 포트워스를 연고지로 하는 1992년부터 1999년까지 CHL 소속 아이스 하키팀이 있었다.

## 역대 홈경기장
| 경기장               | 사용기간      | 수용인원 | 장소              | 비고 |
| -------------------- | ------------- | -------- | ----------------- | ---- |
| 포트워스 파이어      |               |          |                   |      |
| 포트워스 컨벤션 센터 | 1992년~1999년 | 11,200명 | 텍사스주 포트워스 | 빈칸 |